# 고지라사우루스

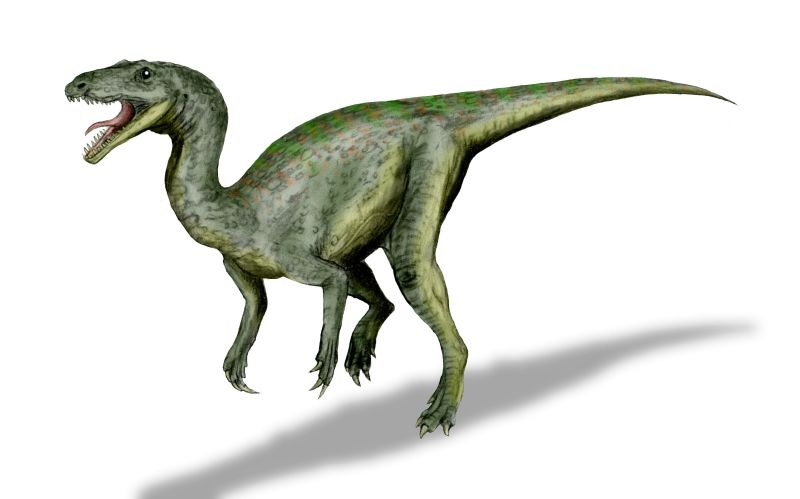

고지라사우루스(Gojirasaurus)는 트라이아스기 후기 미국에서 살았던 육식공룡이다. 이름은 괴수 고질라한테서 따 왔다.